# Liolaemus gracielae
Espèce
Statut de conservation UICN

 LC  : Préoccupation mineure

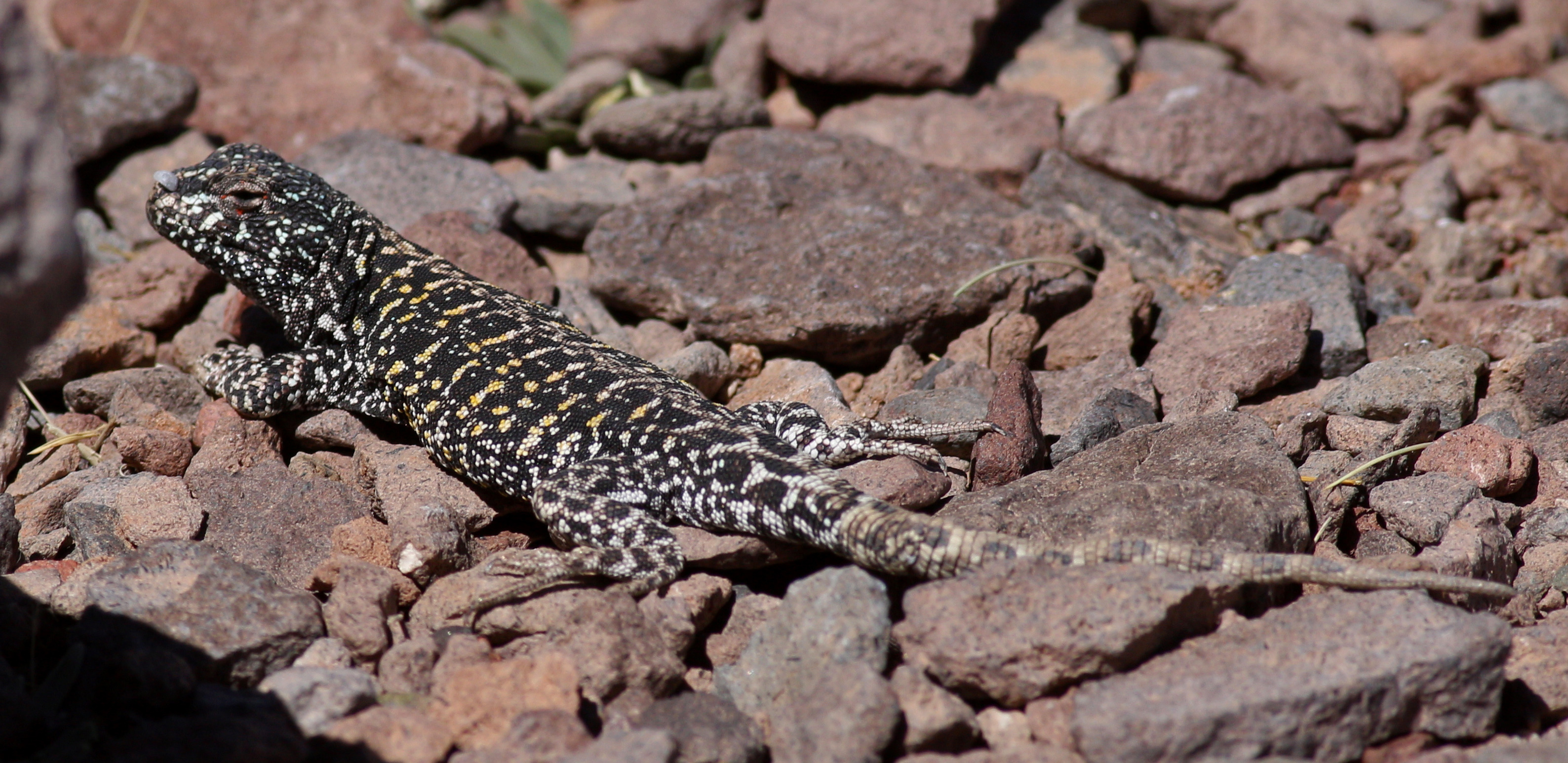
Liolaemus gracielae.

Liolaemus gracielae est une espèce de sauriens de la famille des Liolaemidae.

## Répartition et habitat
Cette espèce est endémique d'Argentine où elle présente dans les provinces de La Rioja et de San Juan. Il vit sur le versant des montagnes où la végétation dominante est composée de quelques buissons de Lycium chanar et Ephedra.

## Étymologie
Cette espèce est nommée en l'honneur de Graciela Blanco.

## Publication originale
- Abdala, Acosta, Cabrera, Villavicencio & Marinero, 2009 : A New Andean Liolaemus of the L. montanus Series (Squamata: Iguania: Liolaemidae) from Western Argentina. South American Journal of Herpetology, vol. 4, no 2, p. 91–102.